# 紅旗区
紅旗区（こうき-く）は中華人民共和国河南省の新郷市に位置する市轄区。

## 行政区画
- 街道:西街街道、東街街道、渠東街道、文化街街道、向陽小区街道
- 鎮:洪門鎮、小店鎮